# Philippe Bouvatier
Philippe Bouvatier (* 12. Juni 1964 in Rouen; † 7. April 2023 ebenda) war ein französischer Radrennfahrer.

## Leben und Wirken
Bouvatier erreichte 1981 bei den UCI-Straßen-Weltmeisterschaften der Junioren den dritten Platz. 1984 wurde er Dritter bei der Tour de l’Avenir und bei den Olympischen Sommerspielen 1984 Sechster Im Mannschaftszeitfahren mit Jean-François Bernard, Thierry Marie und Denis Pelizzari. Ab August 1985 wechselte Bouvatier zu den Profis. 1986 konnte Bouvatier mit den Plätzen 10 bei Tour Midi-Pyrénées und Platz 11 bei der Murcia-Rundfahrt erste Ergebnisse vorweisen. 1986 nahm er an der Vuelta a España und der Tour de France teil, gab aber beide vorzeitig auf. 1987 absolvierte er die Vuelta a España und die Tour de France und belegte die Plätze 34 bzw. 66.
Bei der Tour de France war Bouvatier mit Robert Millar und Massimo Ghirotto auf der vierzehnten Etappe zwischen Blagnac und Guzet-Neige auf den letzten Metern der Etappe unterwegs. Kurz vor dem Ziel wurden er und Millar, in Führung liegend, fehlgeleitet. Das führte dazu, dass der eigentlich schon abgehängte Ghirotto die Etappe vor Millar gewann. Bouvatier wurde zum „moralischen Sieger der Etappe“ erklärt und erhielt den dafür reservierten Preis, einen Peugeot 309. Im gleichen Jahr konnte er noch das Rennen La Polynormande gewinnen und wurde Dritter beim Chrono des Herbiers.
1989 nahm er an der Vuelta a España teil und belegte am Ende Platz 42. Die Tour de France 1989 beendete er vorzeitig wegen Zeitüberschreitung auf der 7. Etappe. 1990 gelang Bouvatier durch einen Etappensieg auch der sechste Platz in der Gesamtwertung der Tour de l’Avenir zu belegen. Nach der Saison 1995 beendete er seine aktive Radrennfahrerkarriere.
Von 2008 bis 2014 war Bouvatier Präsident des Vélo Sport Pays de Lamballe.
Philippe Bouvatier starb am 7. April 2023 im Alter von 58 Jahren an den Folgen eines Schlaganfalls. Er hatte bereits im Dezember 2022 einen Schlaganfall erlitten, welcher ihn anscheinend teilweise gelähmt hat.

## Erfolge
1988
- Duo Normand mit Thierry Marie
- Trio normand
- Polynormande
- eine Etappe MZF Vuelta a España

1989
- Trio normand

1990
- eine Etappe Tour de l’Avenir

1991
- eine Etappe Herald Sun Tour
- eine Etappe Mittelmeer-Rundfahrt